# Cazalrenoux
Cazalrenoux är en kommun i departementet Aude i regionen Occitanien  i södra Frankrike. Kommunen ligger  i kantonen Fanjeaux som ligger i arrondissementet Carcassonne. År 2022 hade Cazalrenoux 102 invånare.

## Befolkningsutveckling
Antalet invånare i kommunen Cazalrenoux
Referens: INSEE